# 有浦村
有浦村（ありうらむら）は、佐賀県東松浦郡にあった村。現在の東松浦郡玄海町の一部にあたる。

## 地理
東松浦半島の北西部、上場台地に位置していた。
- 海洋：仮屋湾

## 歴史
- 1889年（明治22年）4月1日、町村制の施行により、東松浦郡小加倉村、有浦下村、有浦上村、長倉村、諸浦村、新田村、轟木村、牟形村、大串新田が合併して村制施行し、有浦村が発足[1][2]。旧村名を継承した小加倉、有浦下、有浦上、長倉、諸浦、新田、轟木、牟形、大串新田の9大字を編成[2]。
- 1956年（昭和31年）9月30日、東松浦郡値賀村と合併し、町制施行し玄海町を新設して廃止された[1][2]。合併後、玄海町大字小加倉・有浦下・有浦上・長倉・諸浦・新田・轟木・牟形・大串新田となる[2]。

## 産業
- 農業[2]